# Host (Band)
Host ist ein Synthiepop-, Dark- und Synth-Rock-Projekt, bestehend aus den beiden Paradise-Lost-Mitgliedern Nick Holmes und Gregor Mackintosh.

## Bandgeschichte
Nick Holmes und Gregor Mackintosh gründeten Host 2022. Benannt wurde das Projekt nach dem 1999 veröffentlichten gleichnamigen siebten Album ihrer Hauptband Paradise Lost. Dieses stellte nach den Vorgängern, die zunächst im Death Metal und später im Gothic Metal angelegt waren einen drastischen Stilbruch da. Das Album enthielt überwiegend Songs, die dem Dark Wave-/Synth Rock im Stile von Depeche Mode zuzuordnen waren. 
Mackintosh und Holmes adaptierten den Stil des damaligen Albums nun auch für ihr gemeinsames Bandprojekt, veränderten ihn jedoch etwas. Dieses sollte an den Synth Rock der 1980er erinnern und stärker gesangsbetont sein. Musikalisch lehnt es sich neben Depeche Mode an Bands wie The Sisters of Mercy, Anne Clark und New Order an.
Das Debütalbum IX erschien am 24. Februar 2023 über Nuclear Blast. Produziert wurde das Album von Jaime Gomez Arellano, der auf einigen Tracks auch Schlagzeug spielte. Auf dem Album befindet sich außerdem eine Coverversion des A Flock of Seagulls-Klassikers I Ran.
Das Album erreichte Platz 31 in den deutschen Charts.

## Diskografie

### Alben
- 2023: IX (Nuclear Blast)

### Singles
- 2022: Tomorrow’s Sky (Gost Remix)